# Timo Mappes
Timo Mappes (* 18. August 1976 in Mannheim) ist ein deutscher Maschinenbauingenieur, Hochschullehrer und Museumsleiter.

## Leben und Werk
Schon während seines Studiums arbeitete Mappes 2000–2001 am CAMD, dem Synchrotron der Louisiana State University in Baton Rouge. Er schloss das Studium des Maschinenbaus an der Universität Karlsruhe (TH) 2003 ab. Danach promovierte er mit Auszeichnung auf der Prozessoptimierung der Röntgenlithografie im Submikrometerbereich zum Doktor der Ingenieurwissenschaften an der Fakultät für Maschinenbau der Universität Karlsruhe.
Unmittelbar nach seiner Verteidigung wurde er Mitglied des kleinen Kernteams zur Erstellung des Antrags der Universität Karlsruhe (TH) im Rahmen der Deutschen Exzellenzinitiative, welcher im Oktober 2006 zur Ernennung der Universität Karlsruhe als Spitzenhochschule bzw. Eliteuniversität führte und für die Einrichtung 96 Mio. Euro einwarb. Im Sommersemester 2010 arbeitete Mappes für sechs Monate als visiting professor an der Technical University of Denmark (DTU) bei Kopenhagen, Dänemark. Im Frühjahr 2011 war als Gastprofessor an der Université de Franche-Comté in Besançon, Frankreich tätig.
Zum Oktober 2012 wechselte Mappes in die Konzernforschung der Carl Zeiss AG an den Standort Jena, um hier Forschungsergebnisse noch unmittelbarer in industrielle Produkte übertragen zu können. Hier wirkte er als Abteilungsleiter Microscopic Imaging von Corporate Research & Technology der Carl Zeiss AG. Von August 2015 bis Juni 2018 übernahm Mappes als Senior Vice President Innovation bei der Carl Zeiss Vision International GmbH die globale Verantwortung für die Ressorts Technology & Innovation und Information Technology mit Gesamtprokura. Mit seinem 200-köpfigen Team auf vier Kontinenten verdoppelte er die Patentanmeldungen des Bereichs innerhalb von drei Jahren, steigerte im selben Zeitraum die Anzahl der erteilten Patente um 50 %, brachte neuartige Brillengläser (in optischem Design, Material und Beschichtung) auf den Markt, entwickelte eine hochautomatisierte Brillenglasfertigung mit einer unidirektional verknüpften Logistik und führte diese an Hochlohnkoststandorten ein. Darüber hinaus führte er mit seinem Team das Edutainment bei ZEISS sowohl an Messeständen als auch patentgeschützt am Point-of-Sales ein.
Schon seit den 1990ern beschäftigte sich Mappes intensiv mit der Geschichte und Entwicklung der Mikroskope für die Wissenschaft im Zeitraum von 1800 bis 1945. Bis 2018 legte er eine private Sammlung historischer Mikroskope und anderer optischer Geräte an. Er publiziert umfangreich und dokumentierte herausragende Objekte sowohl in der Fachliteratur, als auch für ganzseitige Zeitungsartikel, eine deutsche Sonderbriefmarke, Gold- und Silbermünzen sowie internationale Lehrbücher.
Im Juli 2018 wurde Mappes als Universitätsprofessor für Geschichte der Physik mit Schwerpunkt Wissenschaftskommunikation an die Friedrich-Schiller-Universität Jena (FSU) berufen.
Er ist Gründungsdirektor des Deutschen Optischen Museums (D.O.M.) und baut dieses mit seinem Team zum interaktiven Leitmuseum der Optik und Photonik aus. Die Besuchenden des D.O.M. werden auf über 3000 m² eine neuartige Ausstellung erleben, bei denen sie zahlreiche historische optische Instrumente selbst anwenden können. Mit gut 100 interaktiven Stationen werden hier reale physikalische Experimente spielerisch erlebbar sein.
2019 erwarb er Schloss Thangelstedt bei Blankenhain, um es denkmalgerecht zu sanieren und zu bewohnen. Für die Qualität der Ausführung erhielt er 2023 den Thüringischen Denkmalschutzpreis.

## Publikationen
- Hochauflösende Röntgenlithografie zur Herstellung polymerer Submikrometerstrukturen mit großem Aspektverhältnis, Karlsruhe 2006
- UV-induzierte Brechzahländerung zur Herstellung von Wellenleitern und Integration von Siziliumphotodioden, mit Yasuhisa Ichihashi, Karlsruhe 2007
- Mikrooptische und photonische Systeme aus polymeren Werkstoffen, Karlsruhe 2011